# David Corenswet
David Packard Corenswet (/ˈkɔːrənswɛt/, sinh ngày 8 tháng 7 năm 1993) là nam diễn viên người Mỹ. Sau khi tốt nghiệp trường nghệ thuật Juilliard năm 2016, anh bắt đầu tham gia nhiều dự án truyền hình, trong đó có phim House of Cards năm 2018. Sau đó, anh thủ vai chính trong The Politician (2019–2020) và Hollywood (2020), hai phim Netflix do Ryan Murphy sản xuất. Năm 2022, anh đóng vai chính trong các phim điện ảnh Look Both Ways, Pearl và sê-ri truyền hình We Own This City của HBO. Năm 2024, anh có các vai phụ trong phim Twisters và sê-ri Lady in the Lake. Năm 2025, Corenswet vào vai Superman trong phim điện ảnh cùng tên của Vũ trụ Điện ảnh DC.

## Tiểu sử
Corenswet sinh ra tại thành phố Philadelphia, bang Pennsylvania Cha anh, John Corenswet, lớn lên trong một gia đình Do Thái ở New Orleans, từng làm diễn viên kịch ở New York và sau đó là luật sư. Ông ngoại anh là nhà văn Edward Packard, nổi tiếng với loạt truyện thiếu nhi Choose Your Own Adventure.
Sau khi hoàn thành khoá dự bị đại học ở trường Shipley, nam diễn viên học Đại học Pennsylvania trong vòng một năm rồi chuyển sang trường nghệ thuật Julliard. Năm 2016, anh tốt nghiệp bằng Cử nhân Mỹ thuật (BFA).

## Danh sách phim

### Điện ảnh
| Năm  | Tên               | Vai                   | Ct     |
| ---- | ----------------- | --------------------- | ------ |
| 2018 | Affairs of State  | Michael Lawson        |        |
| 2019 | The Sunlit Night  | Scott Glenn           |        |
| 2022 | Look Both Ways    | Jake                  |        |
| 2022 | Pearl             |                       |        |
| 2024 | The Greatest Hits | Max                   |        |
| 2024 | Twisters          | Scott                 |        |
| 2025 | Superman          | Clark Kent / Superman | Hậu kỳ |

### Truyền hình
| Năm       | Tên                | Vai              | Ct                      |
| --------- | ------------------ | ---------------- | ----------------------- |
| 2014–2018 | Moe & Jerryweather | Jerryweather     | 17 tập, đồng sản xuất   |
| 2015      | One Bad Choice     | Reggie Shaw      | Tập: "Reggie Shaw"      |
| 2017      | Elementary         | Houston Spivey   | Tập: "High Heat"        |
| 2018      | Instinct           | Spencer Baymoore | Tập: "Live"             |
| 2018      | House of Cards     | Reed             | Tập: "Chapter 72"       |
| 2019–2020 | The Politician     | River Barkley    | 11 tập                  |
| 2020      | Hollywood          | Jack Castello    | Sê-ri ngắn, 7 tập       |
| 2020      | Acting for a Cause | Romeo            | Tập: "Romeo and Juliet" |
| 2022      | We Own This City   | David McDougall  | Sê-ri ngắn, 6 tập       |
| 2024      | Lady in the Lake   | Allan Durst      | Sê-ri ngắn, 4 tập       |